# Кашика
Кашика је део прибора за јело у облику елиптичне плитке посудице на крају дугачке дршке. Служи за захватање течне и полутечне хране, као и појединих врста чврсте хране (пиринач, зрневље). Кашика важи и као мера у кулинарству (супена кашика од 15ml и кафена кашичица од 5ml). Кашике се израђују од метала, дрвета и пластике. 

## Порекло речи
Кашика је добила назив по турској речи кашик (тур. kaşık), која се исто зове у свим туркијским језицима. Стара словенска реч за кашику је лъжица, што би се у данашњем говору превело као жлица, ожица или ложица.

## Терминологија
Кашика се састоји од зделе и дршке. Дршка у облику витког штапа се често назива стабљика. Стабљика се може завршавати оштрим врхом или бити овенчана квргом, украсном квргом. Квргасти врхови кашика са различитим облицима задебљања описани су разноликим терминима као што су „жир“, „записани крај“ (спирални украс на кугли), „девојачка глава“ (биста), „дијамантски врх“, „апостол“ су биле посебно популаране у Енглеској од 14. до 17. века.

## Историја
Сачувани примери различитих облика кашика које су користили стари Египћани укључују оне од слоноваче, кремена, шкриљевца и дрвета, од којих многе имају уклесане верске симболе. Током неолитске цивилизације Озиери на Сардинији већ су биле у употреби керамичке кутлаче и кашике. У Кини династије Шанг, кашике су биле направљене од кости. Ране бронзане кашике у Кини биле су дизајниране са оштрим врхом, а можда су се користиле и као прибор за јело. Кашике Грка и Римљана углавном су биле прављене од бронзе и сребра, а дршка обично има облик шиљка или шиљастог стабла. У Британском музеју постоји много примера из којих се могу утврдити облици различитих типова, а главне тачке разлике налазе се у споју зделе са дршком.
У раном муслиманском свету кашике су се користиле за конзумацију супе. Средњовековне кашике за кућну употребу обично су биле направљене од крављег рога или дрвета, али изгледа да су месингане, калајне и бакарне кашике биле уобичајене у 15. веку. Потпуни описи и уписи који се односе на сребрне кашике у инвентарима краљевских и других домаћинстава указују на њихову посебну вредност и реткост. Чини се да је најранија енглеска референца у тестаменту из 1259. године. У рачунима за гардеробу Едварда I за 1300. годину помињу се неке златне и сребрне кашике означене љиљаном, паризком ознаком. Једна од најзанимљивијих средњовековних кашика је крунска кашика која се користила у помазању енглеског, а касније и британског суверена; овај објекат из 12. века је најстарији сачувани предмет у британским краљевским регалијама.
Комплети апостолских кашика, популарни као поклони за крштење у доба Тјудора, чије се дршке завршавају главама или бистама апостола, посебна су форма за коју се везује антикварни интерес. Раније енглеске дршке кашике завршавају се жиром, обичним дугметом или дијамантом; крајем 16. века постаје уобичајени завршетак балустра и печат, здела је у облику смокве. Током рестаурације, дршка постаје широка и равна, здела је широка и овална, а завршетак је исечен у облику познатом као стражња нога.
У првој четвртини 18. века здела постаје уска и елиптична, са језиком или пацовским репом на задњој страни, а дршка је на крају окренута нагоре. Савремени облик, са врхом зделе ужим од основе и заобљеним крајем дршке окренутим надоле, ушао је у употребу око 1760. године.
- Кашика урезана у рогове ирваса, магдаленијан око 17.000 – 12.000. п. н. е.
- Бронзана кашика, династија Шанг
- Римске кашике из Хоксненске ризнице, око 4-5. век
- Кашика од жада, могулска династија, Индија
- Дрвена кашика пронађена на караку Мери Роуз из 16. века
- Индијанска кашика из  Јурока, 19. век
- Ахеменидска кашика (400. п. н. е.)

## Врсте и употребе
Кашике се првенствено користе за јело течне или полутечне хране, као што су супа, чорба или сладолед, и веома ситних или прашкастих чврстих предмета који се не могу лако подићи виљушком, као што су пиринач, шећер, житарице и зелени грашак. У југоисточној Азији, кашике су примарни прибор за јело; виљушке се користе за гурање хране као што је пиринач на кашику, као и њихова западњачка употреба за пробадање хране. Употреба кашике за резање је уобичајена на Филипинима, али је резултирала дисциплинским мерама против ученика који то ради у Канади.
Кашике се такође широко користе у кувању и сервирању. У печењу, тесто је обично довољно ретко да се сипа или испусти са кашике; мешавина такве конзистенције се понекад назива и „капно тесто“. Ваљано тесто које се спушта са кашике на плех за колаче може се направити у камене торте и друге колаче, док се џонијева торта може припремити тако што се кашике кукурузног брашна сипају на врелу подмазану решетку.
- Кашика са специјалним врхом за киви или диње
- Кашике за салату
- Хладне житарице за доручак у десертној кашичици
- Кашика за бујон од нерђајућег челика

## Сродни и изведени појмови
У ширем смислу, кашике су сви предмети сличног облика, попут:
| - кашика за обућу - лекарска кашика | - чапља кашикара - патка кашикара | - кашикара (бомба) - кашикара (биљка) |